# Jékafo
Jékafo is een gemeente (commune) in de regio Koulikoro in Mali. De gemeente telt 6600 inwoners (2009).
De gemeente bestaat uit de volgende plaatsen:
- Bougoucoura (hoofdplaats)
- Dièlé
- Kokumou
- Miandoug
- N'Tjibougou
- Nonsombou
- Wandjan
- Zambougou